# 歐陽寅
歐陽寅（15世紀—15世紀），字敬之，廣東廣州府番禺縣人，明朝政治人物。

## 生平
歐陽寅個性敦樸，以禮自律，不事奢靡，得鄉人稱為篤行，天順六年（1462年）中舉人，授鬱林知州，重視學校、減免徭役，大得民心，成化十七年（1481年）征撫康，十九年（1483年）征陸川俱有功勞，九年考滿時士民請求留任，僉事曾驥上表他的事績，獲加俸復任，弘治三年（1490年）擢南寧同知，很快致仕回鄉，鬱林人入祀名宦祠。

## 引用
1. 1 2  同治《番禺縣志·卷三十八·列傳七》：歐陽寅，字敬之，敦樸力學，以禮自律，去浮靡之習，鄉里稱其篤行，天順六年鄉薦，為鬱林知州，重學校、寬徭役，大得民心，成化十七年征撫康，十九年征陸川俱有功，九載考滿士民保留，僉事曾驥上其績，詔加俸復任，三年擢南寧府同知，先是同邑監生余用訥亦知是州，行政公平，視民如子，時大水擁沙，田地荒沒，停徵米五千餘，民樂復業，後擢潯州知府，進階三品，及寅政尤著，鬱林祀之名宦。 據黃通志、阮通志補
2. ↑  光緒《鬱林州志·卷十四·宦績錄》：歐陽寅，番禺人，舉人，成化間鬱林知州，重學校、寬徭役，督兵征撫康鄉及陸川賊，俱奏績擢南甯同知。
3. ↑  《古今圖書集成·明倫彙編·氏族典·卷五百九十一·歐陽姓部列傳二》：歐陽寅 按《萬姓統譜》：「寅，從化人，成化中，領鄉薦，仕鬱林州知州，忠直有惠政。九年滿任，三年，擢南寧府同知，去，鬱林人祀之名宦祠。至南寧未幾，即告致仕歸，鄉士夫莫不高之。」。